# Luiz Adriano
Pour les articles homonymes, voir Adriano.
Luiz Adriano de Souza da Silva Leite , dit Luiz Adriano, né le 12 avril 1987 à Porto Alegre (Brésil), est un footballeur international brésilien qui joue au poste d'attaquant au EC Vitória. 
Il a joué de 2007 à 2015 au Chakhtar Donetsk où il a remporté six titres de champions d'Ukraine et une Coupe de l'UEFA en 2009. Il fut formé au Brésil au SC Internacional, avec qui il a remporté la Copa Libertadores et la Coupe du monde des clubs en 2006.

## Biographie
Après avoir fait un début de carrière brillant à l'Internacional, il rejoint le Chakhtar Donetsk en 2007. 
Il est élu par la commission brésilienne de football "Ballon d'argent brésilien" lors de la saison 2010-2011.

### Chakhtar Donetsk

#### Acte anti-fairplay en Ligue des champions contre Nordsjælland
Le 20 novembre 2012, il dispute un match de Ligue des champions avec le Chakhtar contre l'équipe danoise du FC Nordsjælland. Mené 0-1, une action litigieuse et anti-fairplay de Luiz Adriano change le cours du match. Luiz Adriano décide consécutivement d'une balle remise à terre de conserver le ballon, de dribbler le gardien et de marquer un but pour l'égalisation alors que dans l'esprit il devait rendre le ballon à l'équipe danoise. Remettant en selle son équipe, ce but, pourtant dénoncé par l'équipe adverse à l'arbitre, est accordé. Le Chakhtar s'impose 5-2 finalement. L'entraîneur du Chakhtar, le Roumain Mircea Lucescu, présente ses excuses après le match pour le comportement de Luiz Adriano tout en proclamant que son équipe méritait de gagner et que son joueur a marqué par instinct. En raison de cette polémique, l'UEFA ouvre une procédure disciplinaire à l'encontre de Luiz Adriano en se basant sur l'article 5 des règles disciplinaires de l'UEFA faisant mention des « principes de loyauté, intégrité et sportivité » et permettant à celle-ci de sanctionner les joueurs qui « se comportent de manière non fair play pour en tirer un avantage ». En conséquence deux jours plus tard, Luiz Adriano adresse enfin un message d'excuses sur le site officiel du club « J’ai compris ce qui s’était passé et j’ai changé d’opinion sur cet épisode. Je regrette ce qui est arrivé, je demande des excuses aux supporters du Chakhtar et à l’UEFA. C’est la première fois qu’une telle chose m’arrive. J’ai toujours respecté et je respecterai encore les règles du fair-play. Je m’excuse encore une fois ».

#### Record de buts lors d'un match de Ligue des champions
Le 21 octobre 2014, il égale le record de Lionel Messi en inscrivant cinq buts lors d'un match de Ligue des champions, face au club biélorusse du Bate Borisov. Lors du match retour, joué le 5 novembre 2014, il récidive et inscrit trois nouveaux buts, portant son total à huit buts sur l'ensemble des deux confrontations.

### AC Milan
Le 2 juillet 2015, il rejoint l'AC Milan pour quatre ans contre un chèque de 7,5 millions d'euros, ainsi qu'un salaire annuel de 3,5 millions d'euros.

### Spartak Moscou
Le 1er janvier 2017, il rejoint le Spartak Moscou pour une somme de 7 millions d'euros avec un salaire de 5 millions d'euros jusqu'en 2020.

## Statistiques
| Saison                | Club                  | Championnat           | Championnat | Championnat | Coupe(s) nationale(s) | Coupe(s) nationale(s) | Supercoupe | Supercoupe | Compétition(s) continentale(s) | Compétition(s) continentale(s) | Compétition(s) continentale(s) | Ligue régionale | Ligue régionale | Coupe du monde des clubs | Coupe du monde des clubs | Total | Total |
| Saison                | Club                  | Division              | M.          | B.          | M.                    | B.                    | M.         | B.         | Comp.                          | M.                             | B.                             | M.              | B.              | M.                       | B.                       | M.    | B.    |
| 2006                  | SC Internacional      | D1                    | 12          | 0           | -                     | -                     | -          | -          | CL                             | -                              | -                              | 2               | 1               | 2                        | 1                        | 16    | 2     |
| 2007                  | SC Internacional      | D1                    | -           | -           | -                     | -                     | -          | -          | CL                             | 1                              | 0                              | 8               | 1               | -                        | -                        | 9     | 1     |
| Sous-total            | Sous-total            | Sous-total            | 12          | 0           | -                     | -                     | -          | -          | -                              | 1                              | 0                              | 10              | 2               | 2                        | 1                        | 25    | 3     |
| 2006-2007             | Chakhtar Donetsk      | D1                    | 5           | 0           | 1                     | 0                     | -          | -          | -                              | -                              | -                              | -               | -               | -                        | -                        | 6     | 0     |
| 2007-2008             | Chakhtar Donetsk      | D1                    | 13          | 4           | 5                     | 1                     | -          | -          | C1                             | 1                              | 0                              | -               | -               | -                        | -                        | 19    | 5     |
| 2008-2009             | Chakhtar Donetsk      | D1                    | 12          | 4           | 3                     | 1                     | -          | -          | C1+C3                          | 6+8                            | 1+3                            | -               | -               | -                        | -                        | 29    | 9     |
| 2009-2010             | Chakhtar Donetsk      | D1                    | 23          | 11          | 1                     | 0                     | -          | -          | C1+C3                          | 2+9                            | 0+6                            | -               | -               | -                        | -                        | 35    | 17    |
| 2010-2011             | Chakhtar Donetsk      | D1                    | 21          | 10          | 5                     | 4                     | 1          | 2          | C1                             | 10                             | 4                              | -               | -               | -                        | -                        | 37    | 20    |
| 2011-2012             | Chakhtar Donetsk      | D1                    | 23          | 12          | 5                     | 1                     | 1          | 0          | C1                             | 6                              | 3                              | -               | -               | -                        | -                        | 35    | 16    |
| 2012-2013             | Chakhtar Donetsk      | D1                    | 19          | 7           | 5                     | 4                     | 1          | 1          | C1                             | 7                              | 3                              | -               | -               | -                        | -                        | 32    | 15    |
| 2013-2014             | Chakhtar Donetsk      | D1                    | 25          | 22          | 5                     | 2                     | 1          | 0          | C1+C3                          | 6+2                            | 1+2                            | -               | -               | -                        | -                        | 39    | 27    |
| 2014-2015             | Chakhtar Donetsk      | D1                    | 21          | 9           | 4                     | 3                     | 1          | 0          | C1                             | 7                              | 9                              | -               | -               | -                        | -                        | 33    | 21    |
| Sous-total            | Sous-total            | Sous-total            | 162         | 79          | 34                    | 16                    | 5          | 3          | -                              | 64                             | 32                             | -               | -               | -                        | -                        | 265   | 130   |
| 2015-2016             | AC Milan              | D1                    | 26          | 4           | 3                     | 2                     | -          | -          | -                              | -                              | -                              | -               | -               | -                        | -                        | 29    | 6     |
| 2016-2017             | AC Milan              | D1                    | 7           | 0           | -                     | -                     | -          | -          | -                              | -                              | -                              | -               | -               | -                        | -                        | 7     | 0     |
| Sous-total            | Sous-total            | Sous-total            | 33          | 4           | 3                     | 2                     | -          | -          | -                              | -                              | -                              | -               | -               | -                        | -                        | 36    | 6     |
| 2016-2017             | Spartak Moscou        | D1                    | 8           | 2           | -                     | -                     | -          | -          | -                              | -                              | -                              | -               | -               | -                        | -                        | 8     | 2     |
| 2017-2018             | Spartak Moscou        | D1                    | 25          | 10          | 4                     | 1                     | 1          | 1          | C1+C3                          | 6+2                            | 1+2                            | -               | -               | -                        | -                        | 38    | 15    |
| 2018-2019             | Spartak Moscou        | D1                    | 23          | 6           | 2                     | 0                     | -          | -          | C1+C3                          | 2+3                            | 0+1                            | -               | -               | -                        | -                        | 30    | 7     |
| 2019-2020             | Spartak Moscou        | D1                    | 3           | 1           | -                     | -                     | -          | -          | -                              | -                              | -                              | -               | -               | -                        | -                        | 3     | 1     |
| Sous-total            | Sous-total            | Sous-total            | 59          | 19          | 6                     | 1                     | 1          | 1          | -                              | 13                             | 4                              | -               | -               | -                        | -                        | 79    | 25    |
| 2019                  | Palmeiras             | D1                    | 13          | 6           | -                     | -                     | -          | -          | CL                             | 2                              | 1                              | -               | -               | -                        | -                        | 15    | 7     |
| 2020                  | Palmeiras             | D1                    | 24          | 10          | 7                     | 2                     | -          | -          | CL                             | 7                              | 5                              | 14              | 3               | -                        | -                        | 52    | 20    |
| 2021                  | Palmeiras             | D1                    | -           | -           | -                     | -                     | -          | -          | RS+CL                          | 1+4                            | 0+1                            | 6               | 1               | 2                        | 0                        | 13    | 2     |
| Sous-total            | Sous-total            | Sous-total            | 37          | 16          | 7                     | 2                     | -          | -          | -                              | 14                             | 7                              | 20              | 4               | 2                        | 0                        | 80    | 29    |
| Total sur la carrière | Total sur la carrière | Total sur la carrière | 303         | 118         | 70                    | 21                    | 6          | 4          | -                              | 92                             | 44                             | 30              | 6               | 4                        | 1                        | 505   | 194   |

## Palmarès

### En club
- SC Internacional :
  - Vainqueur de la Coupe du monde des clubs en 2006
  - Vainqueur de la Copa Libertadores en 2006

- Chakhtar Donetsk :
  - Champion d'Ukraine en 2008, 2010, 2011, 2012, 2013 et 2014.
  - Vainqueur de la Coupe d'Ukraine en 2008, 2011, 2012 et 2013
  - Vainqueur de la Supercoupe d'Ukraine en 2010, 2012, 2013 et 2014.
  - Vainqueur de la Coupe UEFA en 2009.

- AC Milan :
  - Vainqueur de la Supercoupe d'Italie en 2016

- FK Spartak Moscou :
  - Championnat de Russie en 2017

-  Palmeiras

- Vainqueur de la Copa Libertadores en 2020
- Vainqueur du Coupe du Brésil:2020
- Vainqueur du Championnat de São Paulo:2020

### En sélection
- Brésil - 20 ans :
  - Champion d'Amérique du Sud des moins de 20 ans en 2007